# ロールス・ロイス・カリナン
カリナン（Cullinan）は、イギリスの自動車メーカーであるロールス・ロイス・モーター・カーズが製造・販売するクロスオーバーSUVである。

## 概要
2018年5月10日、発表。エンジンはBMWが開発した最高出力571psの6.7L V12ツインターボエンジン「N74B68」が搭載される。

### 日本での販売
2018年6月11日、日本市場で発表。日本市場での価格は3800万円。
2019年11月13日、スポーティモデルとなる「ブラックバッジ」を導入。エンジンは最高出力が29psアップの600psに、最大トルクが50N・mアップの900N・mに強化されている。価格は4530万円。